# Ecohydrologie
Ecohydrologie onderzoekt de relatie tussen ecologische en hydrologische systemen.  Het is een vakgebied dat sterk in ontwikkeling is, er wordt anno 2011 op twee manieren vorm aan gegeven. 
Enerzijds als ecologische hydrologie, waarbij bestudeerd wordt hoe de mens met water omgaat en wat daarin verbeterd zou kunnen worden. Hierbij staan duurzaamheidsaspecten centraal, en wordt bijvoorbeeld de watervoetafdruk -als speciale vorm van  ecologische voetafdruk- van een land berekend. 
Anderzijds onderzoekt men water als standplaatsfactor in de ecologie. Daarbij is men bijvoorbeeld geïnteresseerd in wisselwerkingen tussen vegetatie en  waterbalans die tot patroonvorming en patroonveranderingen leiden. Voorbeelden van  patroonvorming zijn de tiger bush  of brousse tigrée in Afrika en de bulten en slenken in hoogveen. Deze patroonvorming wordt toegeschreven aan zichzelf versterkende processen, waarbij water waarschijnlijk niet de enige verklarende factor is maar wel een belangrijke rol speelt. 
De twee benaderingen van ecohydrologie sluiten elkaar niet noodzakelijkerwijs uit. De waterbalans kan als factor worden gezien die bewoningspatronen van de mens richting geeft, die op hun beurt vervolgens weer de waterbalans beïnvloeden.